# Songsan-dong, Uijeongbu
Songsan-dong (koreanska: 송산동) är en stadsdel i staden Uijeongbu i provinsen Gyeonggi i den norra delen av Sydkorea, 22 km norr om huvudstaden Seoul.

## Indelning
Administrativt är Songsan-dong indelat i:
| Namn    | Namn                | Yta km² | Invånare 31 dec 2020 |
| ------- | ------------------- | ------- | -------------------- |
| 송산1동 | Songsan 1(il)-dong  | 16,04   | 39 972               |
| 송산2동 | Songsan 2(i)-dong   | 1,42    | 33 992               |
| 송산3동 | Songsan 3(sam)-dong | 9,31    | 46 671               |